# Doksa Katokopia
Doksa Katokopia (gr. Δόξα Κατωκοπιάς) – cypryjski klub piłkarski mający siedzibę w mieście Katokopia, leżącym w dystrykcie Nikozji. Po tureckiej inwazji na Cypr w roku 1974, klub przeniósł swoją siedzibę do położonego niedaleko miasta Peristerona, które znajduje się jednak na południowej części wyspy.

## Historia
Klub został założony w 1954 roku. W 1998 roku po raz pierwszy w swojej historii awansował do pierwszej ligi cypryjskiej. Zajął w niej jednak 13., przedostatnie miejsce i spadł do drugiej ligi. W 2000 roku ponownie awansował do ekstraklasy. W lidze zajął 11. pozycję i utrzymał się w niej. Rok później został jednak zdegradowany o klasę niżej. W sezonie 2003/2004 znów grał w pierwszej lidze, ale wygrał tylko jeden mecz i spadł do Division B. W 2007 roku powrócił do Division A. W sezonie 2007/2008 brazylijski zawodnik klubu David Da Costa został królem strzelców ligi z 16 golami. W sezonie 2008/2009 jego rodak Serjão strzelił 24 bramki i również został najlepszym strzelcem ligi. W sezonie 2010/2011 zespół spadł na drugi poziom rozgrywkowy do B’ Kategorias.

## Reprezentanci kraju grający w klubie
- Marios Elia
- Andreas Marvis
- Stelios Okkarides
- Loukas Stylianou
- Freddy
- Armen Ambartsumian
- Mustapha Kamal N'Daw
- Malá
- Mateus Lopes
- Ernesto Soares